# سیری ایسوگلر
سیری ایسوگلر (انگلیسی: Siri Svegler؛ زادهٔ ۱۵ آوریل ۱۹۸۰) هنرپیشه اهل سوئد است.